# رؤیاها (فیلم ۱۹۹۰)
رؤیاهای آکیرا کوروساوا (به انگلیسی: Akira Kurosawa’s Dreams) (شناخته‌شده با نام رؤیاها) فیلمی ژاپنی آمریکایی محصول ۱۹۹۰ به کارگردانی آکیرا کوروساوا است.
کوروساوا در این فیلم -که از آخرین آثار اوست- برای اولین بار به تنهایی فیلمنامه فیلم را نوشته‌است.
فیلم در هشت اپیزود کاملاً متفاوت از یکدیگر روایت می‌شود که یکی از آن‌ها به وینسنت ون گوک نقاش (با بازی مارتین اسکورسیزی) می‌پردازد.
بیشتر تصاویر این فیلم به گفتگوهای شخصیت‌های فیلم می‌پردازد.
این فیلم در بخش خارج از مسابقه جشنواره کن برگزار شد.